# Espècies assassines
Espècies assassines (títol original: Endangered Species) és una pel·lícula estatunidenca de ciència-ficció realitzat per Alan Rudolph, estrenada l'any 1982. Ha estat doblada al català.

## Argument
Un vell policia novaiorquès, alcohòlic, es troba barrejat en un misteriós afer de morts i de mutilacions de bestiar, en les vacances passades a Colorado. La trobada amb la xèrif local el portarà a una història d'amor però també a descobriments, la magnitud dels quals sobrepassa el simple assassinat d'animals de granja.

## Repartiment
- Robert Urich: Ruben Castle
- JoBeth Williams: Harriet Perduda
- Paul Dooley: Joe Hiatt
- Hoyt Axton: Ben Morgan
- Peter Coyote: Steele
- Dan Hedaya: Peck
- Gailard Sartain: l'alcalde
- Bill Moseley: taxista
- Heather Menzies: Susan

## Nominacions
- Nominat al Premi Saturn a la millor pel·lícula de ciència-ficció 1983